# Distretto di Racibórz
Il distretto di Racibórz (in polacco powiat raciborski) è un distretto polacco appartenente al voivodato della Slesia.

## Geografia antropica

### Suddivisioni amministrative
Il distretto comprende 8 comuni.
- Comuni urbani: Racibórz
- Comuni urbano-rurali: Krzanowice, Kuźnia Raciborska
- Comuni rurali: Kornowac, Krzyżanowice, Nędza, Pietrowice Wielkie, Rudnik